# A Aventura
A Aventura (L'avventura) é um filme franco-italiano lançado em 1960, do gênero drama, realizado por Michelangelo Antonioni em 1960. Vaiado no Festival de Cannes em 1960, atualmente o filme é considerado como um dos melhores da história do cinema.
É a primeira parte da trilogia sobre alienação, a impossibilidade de se apaixonar e a incomunicabilidade na sociedade moderna que se completa com A Noite e L'eclisse, todos dirigidos por Antonioni .

## Sinopse
Durante um cruzeiro com amigos, uma jovem burguesa frustrada chamada Anna (Lea Massari) desaparece sem deixar rastro. O noivo, Sandro (Gabriele Ferzetti), acompanhado da melhor amiga da mulher desaparecida (Claudia, interpretada por Monica Vitti), procuram por ela, porém, aos poucos, se inicia uma progressiva aproximação entre os dois. Mas os sentimentos entre eles parecem ser incertos e o relacionamento parece ser movido apenas para preencher o vazio deixado pela jovem.

## Influências
O filme ajudou a criar um novo tipo de linguagem cinematográfica em que as paisagens vazias representam o estado de espírito dos protagonistas, intensificando o abismo existente entre eles. 

## Elenco
- Gabriele Ferzetti
- Monica Vitti
- Lea Massari
- Dominique Blanchar
- Renzo Ricci
- Esmeralda Ruspoli
- James Addams
- Giovanni Petrucci
- Esmeralda Ruspoli